# Michał Beksiak
Michał Beksiak (ur. 1 października 1901 w Płoskirowie, zm. 28 maja 1942 pod Magdalenką) – polski ekonomista, urzędnik i działacz społeczny, burmistrz Koła w latach 1935–1939.

## Życiorys
Syn Wawrzyńca i Karoliny z domu Toporowskiej. Do wybuchu rewolucji październikowej uczył się w Miejskiej Szkole Handlowej, a później w miejscowym gimnazjum polskim. Następnie wyjechał z rodzinnego miasta i rozpoczął naukę w gimnazjum Rady Głównej Opiekuńczej w Warszawie. 
Po wybuchu wojny polsko-bolszewickiej zgłosił się na ochotnika do wojska i służył jako szeregowy w 236 Pułku Piechoty. W listopadzie 1920 roku zakończył służbę wojskową i rozpoczął naukę w gimnazjum dla byłych wojskowych, które ukończył rok później. W 1921 rozpoczął studia na Wydziale Prawa Uniwersytetu Warszawskiego, jednak z powodu trudnych warunków materialnych przerwał naukę i rozpoczął pracę w Banku Ziemiańskim i Zachodnim w Warszawie. W 1925 roku uzyskał państwowe stypendium i ponownie podjął studia, tym razem na Wydziale Prawno-Ekonomicznym Uniwersytetu Poznańskiego. 
W 1930 roku ukończył studia, uzyskując tytuł magistra nauk ekonomiczno-politycznych. Dwa lata wcześniej zawarł związek małżeński z Józefą Jodko, nauczycielką Szkoły Powszechnej w Grzegorzewie. Od 1929 roku pracował jako urzędnik w Wydziale Powiatowym Sejmiku Kolskiego, a od 1930 był sekretarzem tego wydziału. 19 lutego 1935 roku został wybrany burmistrzem Koła. 
Działał też w różnych organizacjach, był m.in. prezesem oddziału powiatowego Ligi Morskiej i Kolonialnej oraz prezesem Komitetu Redakcyjnego tygodnika Gazeta Kolska. W 1937 roku został prezesem kolskiej Ochotniczej Straży Pożarnej. Pełnił także funkcję kierownika sekretariatu powiatowych struktur BBWR. 
Po wybuchu wojny, 3 września 1939 roku wyprawił żonę wraz z synem Januszem i córką Krystyną okazyjnym samochodem do rodziny w województwie łódzkim. Sam natomiast pozostał w Kole i dalej kierował magistratem, organizując życie w mieście po ewakuacji władz powiatowych. Koło opuścił dopiero wraz z ostatnimi oddziałami Wojska Polskiego, po wysadzeniu mostów na Warcie. 
Podczas ucieczki na wschód trafił aż do Włodzimierza Wołyńskiego, gdzie dostał się pod okupację radziecką. Dzięki znajomości języka rosyjskiego udało mu się przedostać pieszo do Generalnego Gubernatorstwa, po czym osiadł w Warszawie i rozpoczął pracę w Urzędzie Gubernatorstwa. W 1940 roku ściągnął do Warszawy swoją rodzinę, przebywającą dotychczas u babci w Dobroniu. 
W czasie okupacji zaangażował się w działalność konspiracyjną. W związku z tym został aresztowany i osadzony na Pawiaku. 28 maja 1942 roku został rozstrzelany pod Magdalenką. Po ekshumacji w 1947 roku jego zwłoki spoczęły na cmentarzu w Łazach.

## Upamiętnienie
Od 2009 jest patronem ulicy na Osiedlu Warszawskim w Kole.